# Zesdaagse van Frankfurt

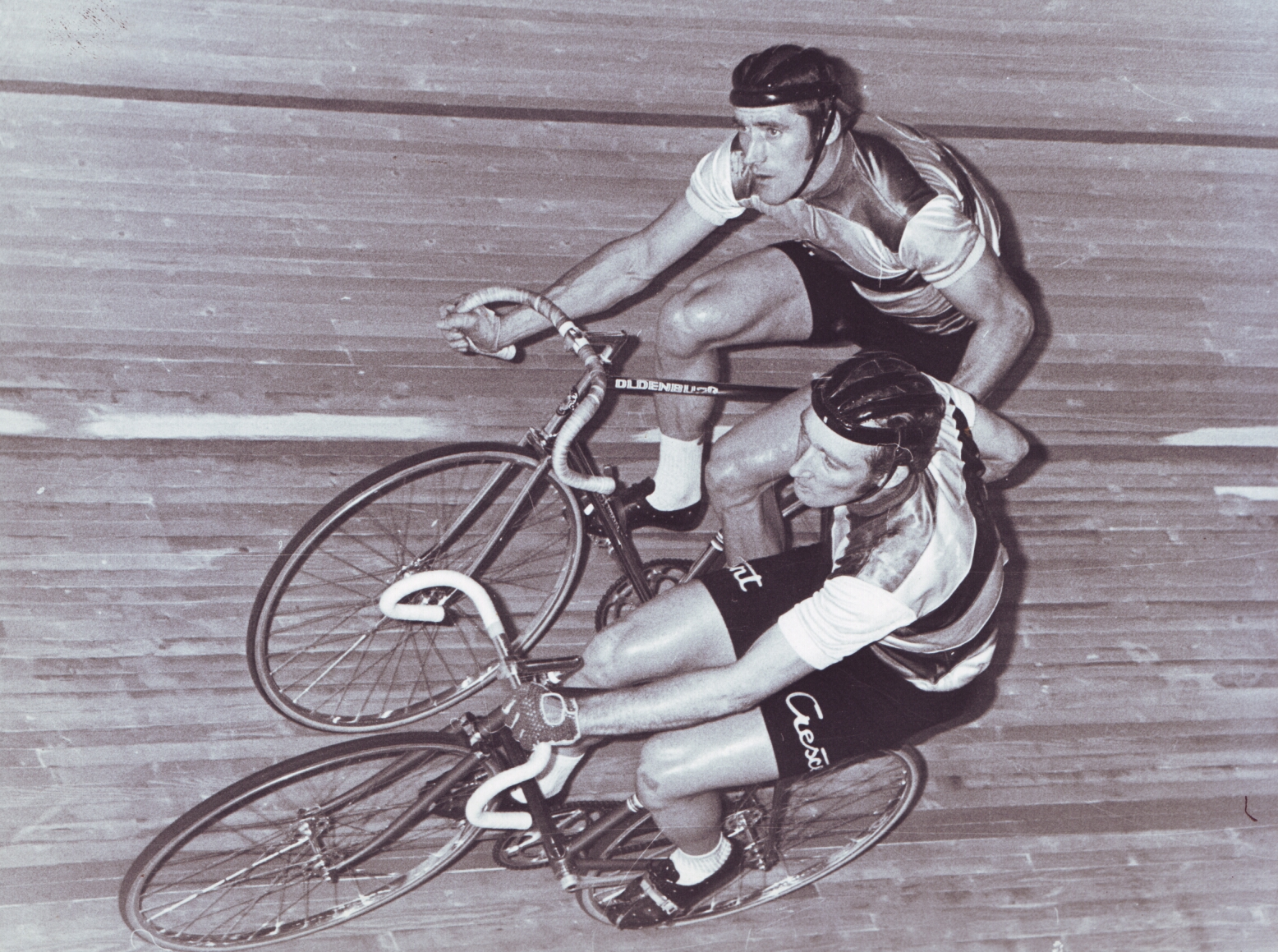
de Zesdaagse van Frankfurt in 1970 - Otto Bennewitz en Horst Oldenburg

De Zesdaagse van Frankfurt was een jaarlijkse wielerwedstrijd waarvan de traditie teruggaat tot het jaar 1911. Met een aantal onderbrekingen, waaronder van 1912 tot 1928 en tijdens de naziperiode en de Tweede Wereldoorlog, werd de laatste editie gehouden in 1983. In totaal zijn er 37 edities van deze zesdaagse gehouden.
De eerste Frankfurter zesdaagse werd gewonnen door de Duitser Walter Rütt samen met zijn Nederlandse koppelgenoot John Stol. 
Deze zesdaagse werd gehouden in de Frankfurter Festhalle op een indoorbaan met een lengte van 190 m. 

## Lijst van winnende koppels
| jaar | koppel                                              |
| ---- | --------------------------------------------------- |
| 1983 | Dietrich Thurau (Dui) – Albert Fritz (Dui)          |
| 1981 | Dietrich Thurau (Dui) – Gregor Braun (Dui)          |
| 1980 | René Pijnen (Ned) – Gregor Braun (Dui)              |
| 1979 | René Pijnen (Ned) – Gregor Braun (Dui)              |
| 1978 | Patrick Sercu (Bel) – Dietrich Thurau (Dui)         |
| 1977 | Dietrich Thurau (Dui) – Jürgen Tschan (Dui)         |
| 1976 | Dietrich Thurau (Dui) – Günther Haritz (Dui)        |
| 1975 | René Pijnen (Ned) – Günther Haritz (Dui)            |
| 1973 | Sigi Renz (Dui) – Wolfgang Schulze (Dui)            |
| 1972 | Jürgen Tschan (Dui) – Leo Duyndam (Ned)             |
| 1971 | Patrick Sercu (Bel) – Peter Post (Ned)              |
| 1970 | Sigi Renz (Dui) – Jürgen Tschan (Dui)               |
| 1969 | Patrick Sercu (Bel) – Peter Post (Ned)              |
| 1968 | Peter Post (Ned) – Rudi Altig (Dui)                 |
| 1967 | Peter Post (Ned) – Fritz Pfenninger (Zwi)           |
| 1966 | Patrick Sercu (Bel) – Klaus Bugdahl (Dui)           |
| 1965 | Dieter Kemper (Dui) – Rudi Altig (Dui)              |
| 1964 | Rudi Altig (Dui) – Hans Junkermann (Dui)            |
| 1963 | Rik Van Steenbergen (Bel) – Palle Lykke (Den)       |
| 1962 | Fritz Pfenninger (Zwi) – Klaus Bugdahl (Dui)        |
| 1961 | Fritz Pfenninger (Zwi) – Klaus Bugdahl (Dui)        |
| 1960 | Kay Werner Nielsen (Den) – Palle Lykke (Den)        |
| 1959 | Kay Werner Nielsen (Den) – Palle Lykke (Den)        |
| 1958 | Rik Van Steenbergen (Bel) – Emile Severeyns (Bel)   |
| 1956 | Kay Werner Nielsen (Den) – Evan Klammer (Den)       |
| 1955 | Georges Senfftleben (Fra) – Dominique Forlini (Fra) |
| 1954 | Jean Roth (Zwi) – Walter Bucher (Zwi)               |
| 1953 | Hugo Koblet (Zwi) – Armin von Büren (Zwi)           |
| 1952 | Hugo Koblet (Zwi) – Armin von Büren (Zwi)           |
| 1951 | Ludwig Hörmann (Dui) – Harry Saager (Dui)           |
| 1933 | Victor Rausch (Dui) – Jan Pijnenburg (Nedl)         |
| 1932 | Adolf Schön (Dui)– Oskar Tietz (Dui)                |
| 1929 | Oskar Tietz (Dui) – Willy Rieger (Dui)              |
| 1928 | Emil Richli (Zwi) – Willie Rieger (Dui)             |
| 1912 | Albert Eichholz (Dui) – Hans Rosenfeld (Dui)        |
| 1911 | John Stol (Ned) – Walter Rütt (Dui)                 |